# Кухня Косова

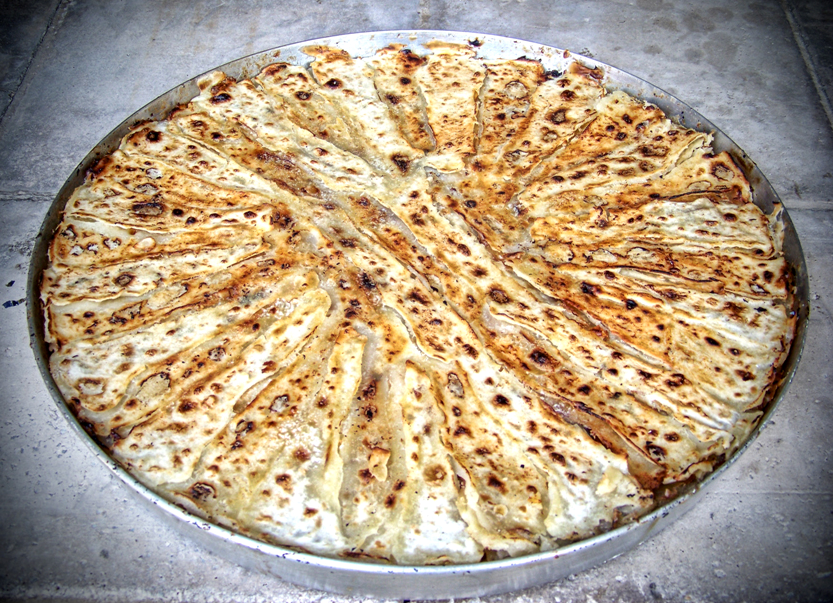
Флія, паштетоподібна страва з суміші запеченого тіста і сиру

Кухня Косова (албанська: Kuzhina kosovare, сербська: Косовска кухиња, Косовска kuhinja) національна кухня Косова, що має найбільшу схожість із албанською кухнею та схожа до кухонь балканських країн: Чорногорії, Південної Сербії, Албанії, Північної Македонії. Кухня також перебувала під впливом турецької кухні через панування Оттоманської імперії впродовж століть на території Сербії (та Косова відповідно). Спільними стравами цих кухонь є бурек, пироги, шашлик, суджук, ковбаски, фарширований перець, баранина, квасоля, сарма, бир'яні, піте та рис. Особливості кухонь варіюються по регіонах.
Хліб і молочні продукти — найважливіші елементи Косовської кухні. У стравах широко використовують молочні продукти: молоко, кефір, айран, спреди, сир та каймак. М'ясо (яловичина, курка та баранина), квасоля, рис та перець — основні дієтичні продукти в Косові. Овочі використовуються сезонно. Як правило, косовари маринують огірки, помідори та капусту. Популярні також трави, чорний і червоний перець.
Кухня змінюється залежно від пори року. Найпоширенішими стравами є бурек, пироги, шашлик, ковбаски, фаршировані перці, баранина, квасоля, сарма, страви з рису та багато інших. Молочні продукти присутні в повсякденній кухні. Найпоширеніші страви в зимовий час у Косові — овочеві соління та айвар (гарячий або м'який червоний перець).

## Сніданок
Сніданок у Косові простий і часто складається з хліба та сиру, айвару чи омлету з молоком.

## Пироги
У Косові готують різноманітні пироги:
- Кульпіте (Kullpite) — пиріг порожній всередині та политий йогуртом;
- Бурек — зроблений з листкового тіста, заповнений м'ясом, бринзою, шпинатом;
- Бакласарм (Bakllasarm) — солоний пиріг з йогуртом та часниковим соусом;[3]
- Гарбузовий пиріг;
- Пиріг зі шпинатом.

## Салати

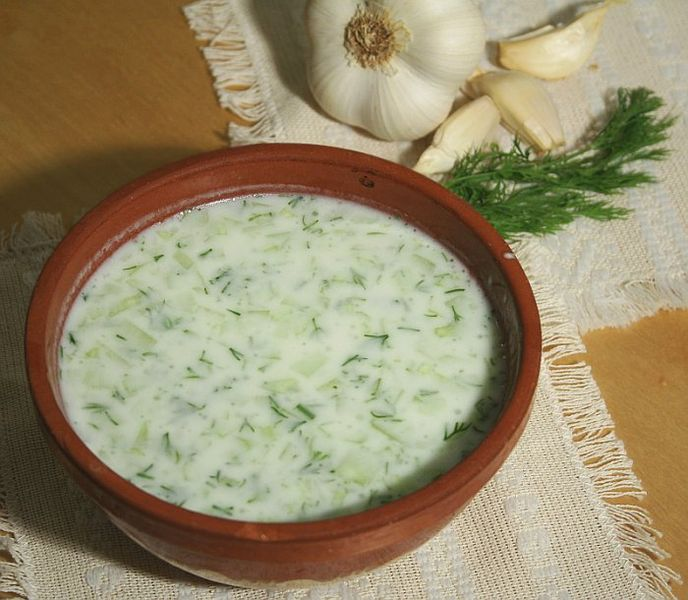
Таратор

Більшість салатів робляться швидко та просто. Типові салатні інгредієнти: помідори, цибуля, часник, перець, огірок, картопля, капуста, салат, морква та квасоля. Види салатів:
- Картопляний салат
- Таратор — традиційний суп, виготовлений з огірків, часнику та йогурту.
- Салат з огірків та помідорів
- Салат з сушеної кропиви
- Салат з квасолі
- Шопський салат — простий салат з помідорів, огірків, цибулі та бринзи.

## Другі страви

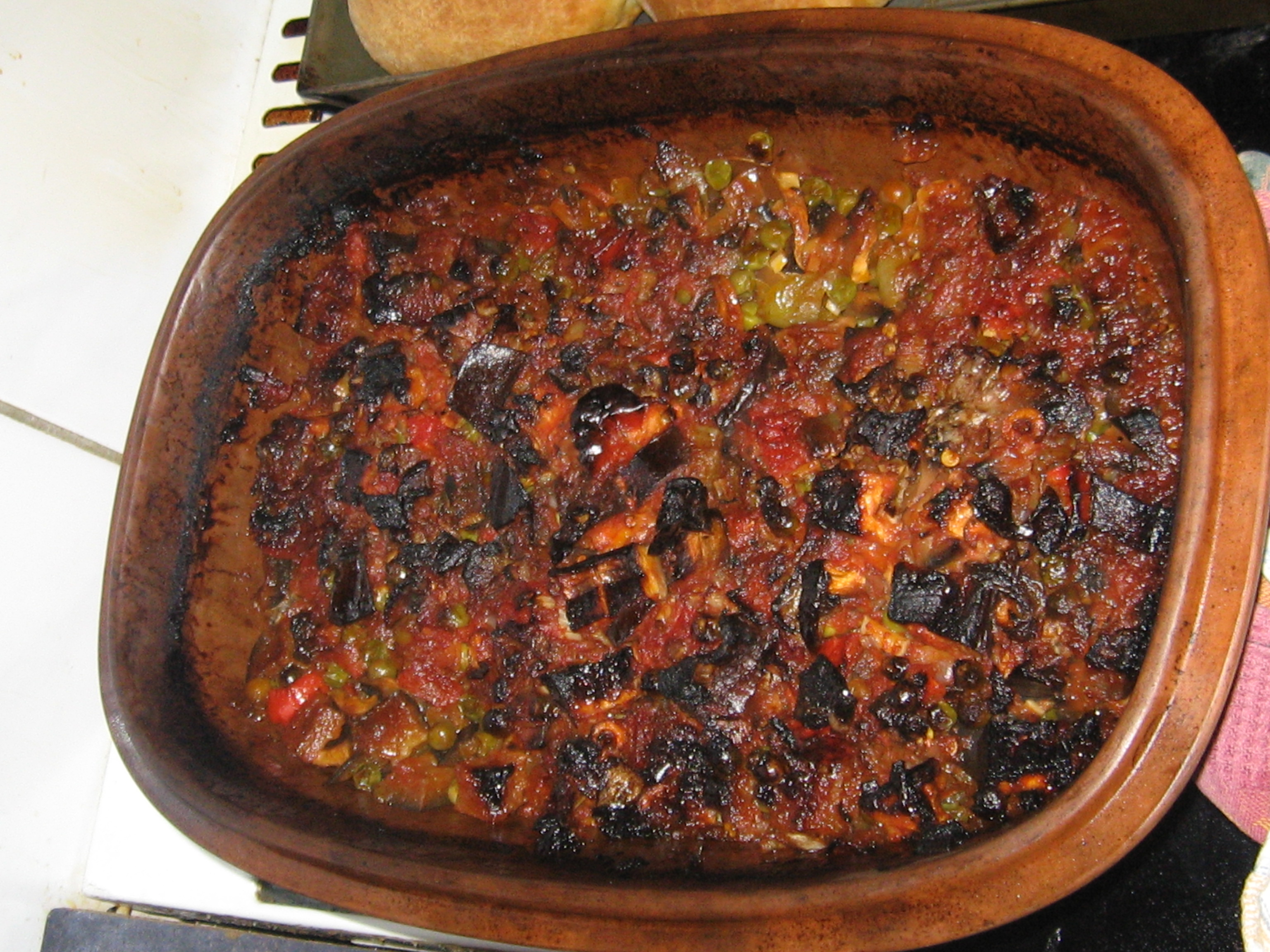
Тава

- Сарма — страва, що часто подається на обід. Вона складається з м'яса, загорнутого у капустяне або виноградне листя.[4]
- Фарширований перець — страва з м'ясом, рисом та овочами;
- Суджук — традиційна ковбаса Балканського регіону;
- Таве гор[5] — традиційна страва з м'ясом ягняти;
- Таве косі — запечене м'ясо ягняти з йогуртом;
- Бур'ян з яйцями — традиційна рослинна страва з рисом, шпинатом та яйцями;[6]
- Шашлик.

## Риба
Найуживанішими рибними стравами є смажена риба — судак та сазан. Гарнір складається з часнику, лаврового листа, помідору та петрушки. Голова карпа зазвичай подається головному гостю.

## Десерти

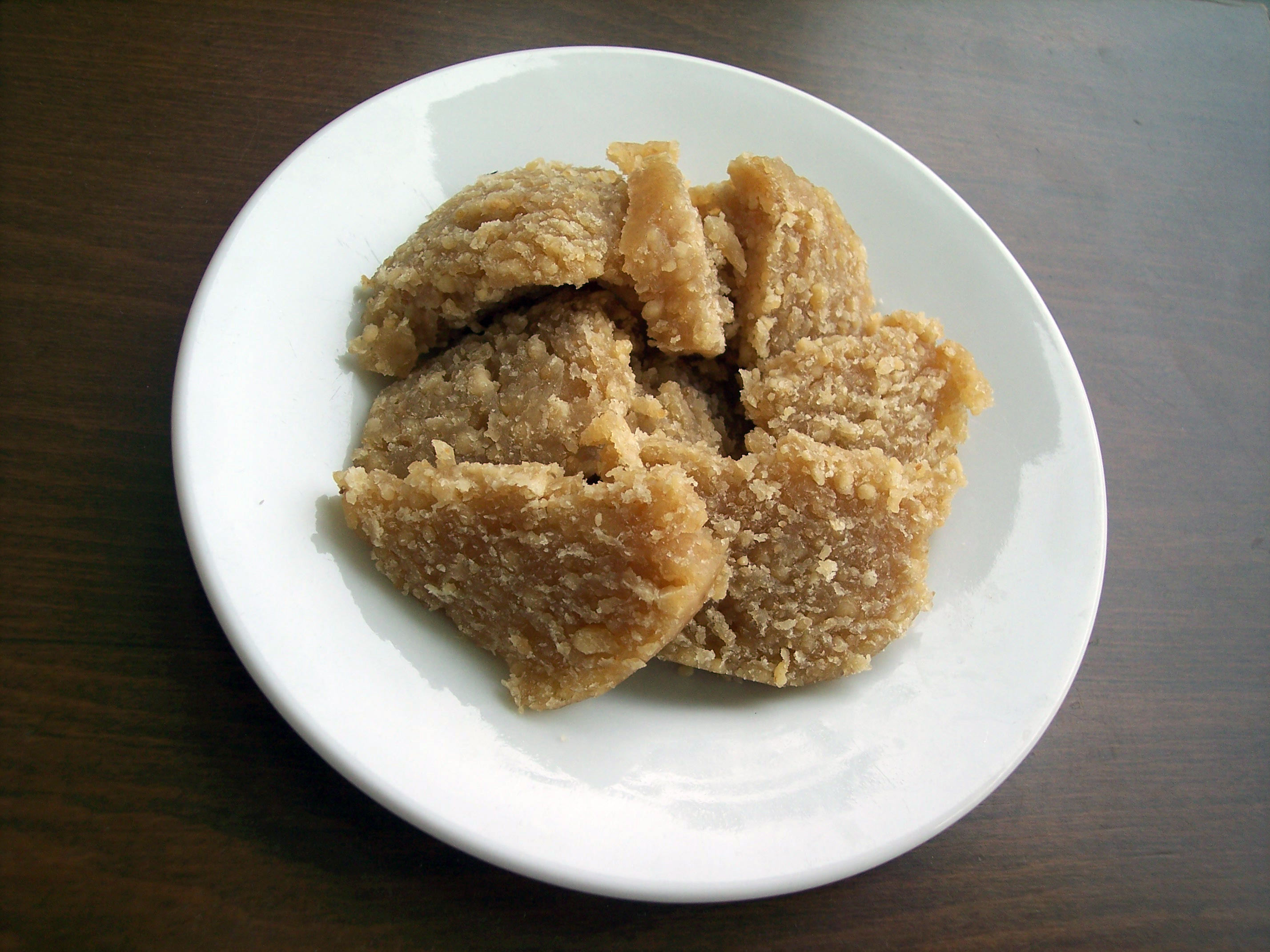
Халва

Традиційні десерти часто роблять зі щербету, який вариться з цукром та лимонним або ванільним ароматом. До десертів відносяться:
- Пахлава — солодка випічка з листкового тіста, наповнена подрібненими горіхами та підсолоджена сиропом або медом.[9];
- Рисовий пудинг — страва з рису, змішаного з водою або молоком, також включаються такі інгредієнти як кориця та родзинки. Для вечер та десертів використовуються різні варіанти пудингів. Підсолоджується при використанні як десерту;
- Кнафе — десерт східного походження, що виготовляється з цукру та горіхів або насіння. Випікається до золотистого кольору;[10]
- Кек;
- Тулумба;
- Халва — десерт, що виготовляється з цукру та горіхів або насіння.

## Напої

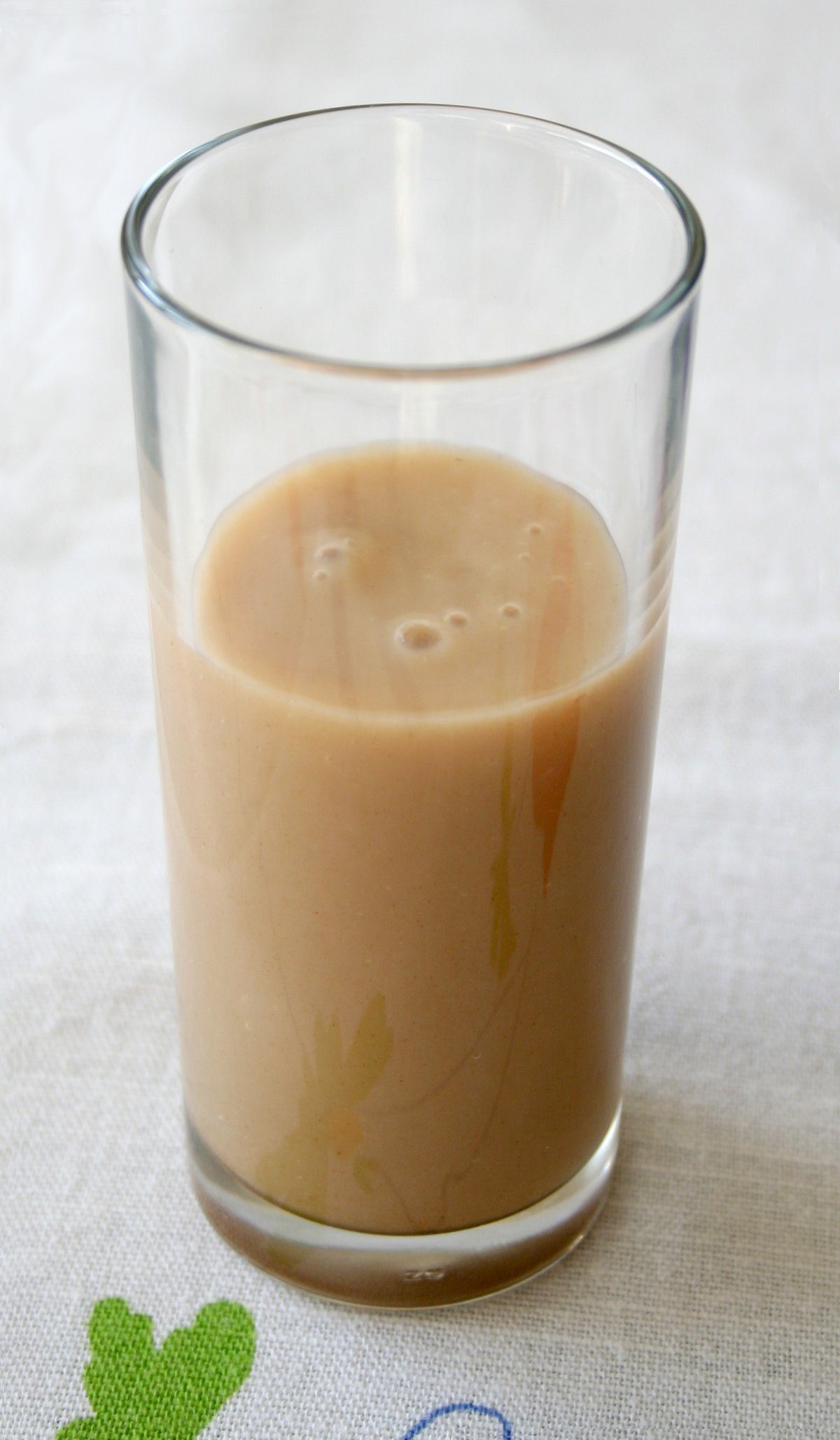
Склянка бози

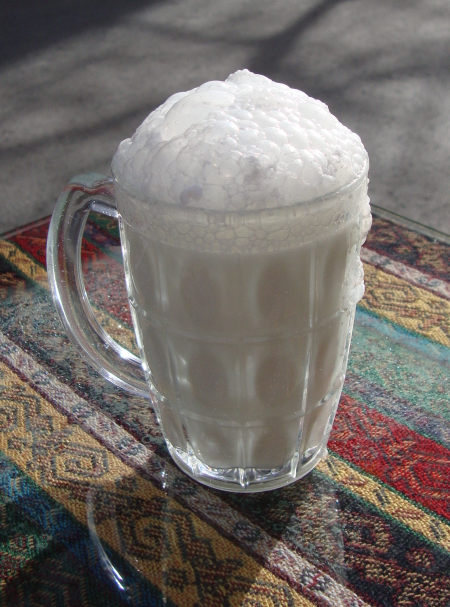
Айран

Серед найпопулярніших напоїв у Косові — солодовий напій, який виготовляють з кукурудзи та пшениці. Також популярна виноградна ракія. Компот — напій зі шматочків фруктів, зварених з цукром, готується на початку осені.
- Ракія — алкогольний напій, який виготовляється з різного виду домашніх та диких фруктів, але частіше з винограду.
- Боза — солодкий напій, виготовлений з маїсу (кукурудзи) та пшеничного борошна, освіжаючий літній напій.
- Айран — суміш йогурту, води та солі.
- Пиво — місцеві сорти пива «Бірра Пеже», «Бірра Еренікі», «Бірра Пріштини».
- Кава по-турецьки.
- Гірський чай — чай на травах.